# Besana Marching Band
Besana Secutores Drum & Bugle Corps o Secutores è un Drum corps con sede a Besana in Brianza (MB). Fa parte dell'associazione Corpo Musicale Santa Cecilia ed è una delle tre formazioni italiane a partecipare ai campionati europei DCE.

## Storia
Nati nel 1993 col nome di Besana Marching Band, spesso abbreviato in BmB, in seno all'associazione come progetto sperimentale per dare ai numerosi allievi della scuola di musica una nuova possibilità artistica e di aggregazione oltre alla tradizionale concert band. Come suggerisce il nome, l'organico all'epoca era quello di una Marching band.
Il progetto si rivela subito vincente e promettente tanto da divenire una realtà riconosciuta ed apprezzata in poco tempo. La visibilità ottenuta anche a livello internazionale ha dato la possibilità al Gruppo di avere molti contatti con gruppi importanti, di riferimento e persone esperte che hanno segnato la crescita e la trasformazione artistica e stilistica del gruppo in tutti questi anni.
Nel 2005 BmB colora il suo mondo di arancio e nero: una nuova divisa che ha sancito un cambiamento non solo di immagine ma anche stilistico con il desiderio di puntare più in alto sia dal punto di vista artistico che nelle competizioni europee. Oggi BmB si esibisce e compete con onore in Italia e in Europa dimostrando di saper coniugare l'aspetto educativo e formativo con la voglia di distinguersi come un gruppo di alta qualità musicale e artistica.
BmB si esibisce in sfilate e standing concert in innumerevoli occasioni come feste, carnevali, eventi sportivi o culturali. Gran parte dello studio annuale però è finalizzato alla preparazione del drill show che rappresenta il mezzo con cui la Marching band esprime al massimo tutte le sue capacità. In questo show i musicisti suonano i brani a memoria muovendosi secondo schemi e percorsi prefissati. Questo produce sul campo di gara una successione di forme che si compongono e si dissolvono a ritmo di musica. Lo stile di marcia e la postura sono l'elemento caratterizzante e per questo viene posta un'attenzione quasi maniacale all'uniformità, alla precisione nella ordinazione e all'eleganza del gesto. Il prodotto finale è una vera esperienza polisensioriale: per l'udito grazie alle sonorità, per la vista grazie ai colori del gruppo ai loro movimenti e soprattutto per la presenza delle color guards e dalla front ensemble e per il cuore grazie alle emozioni che riescono a sprigionare in ogni persona che vive i 12 minuti di Show.
Negli anni la BmB ha collezionato molti riconoscimenti sia istituzionali che artistici. La partecipazione ai Campionati Italiani ed Europei ha regalato enormi soddisfazioni con piazzamenti eccellenti e giudizi più che positivi.
La partecipazione ad eventi culturali anche a carattere nazionale ha allargato l'apprezzamento del gruppo: la partecipazione al Festival di Sanremo 2009 con i Gemelli Diversi
e l'esibizione in Casa Ferrari a Maranello testimoniano il crescente interesse per il nostro gruppo.
La BmB inoltre partecipa attivamente alla realizzazione del Festival Bandistico Internazionale un evento musicale non competitivo che raccoglie centinaia di musicisti nella “città della musica” provenienti da tutto il mondo.
Dal 18 dicembre 2011 in uno standing concert a Cremona, il gruppo ha ufficialmente debuttato con la nuova formazione di Drum corp e con il nuovo nome, con i quali si esibisce tuttora.
A Marzo 2020, però, è terminata l'attivitá per "carenza di organico e di progetti efficaci per il mantenimento".

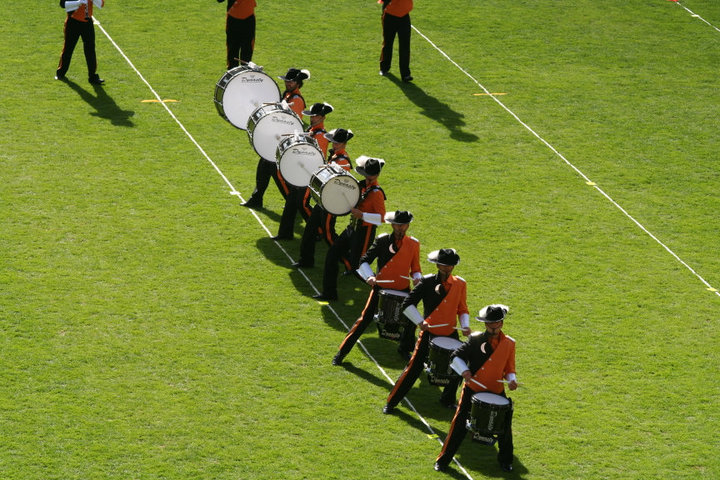
La Drumline BmB ai Campionati DCE "Destination Moon" (2010)

## Drill Show

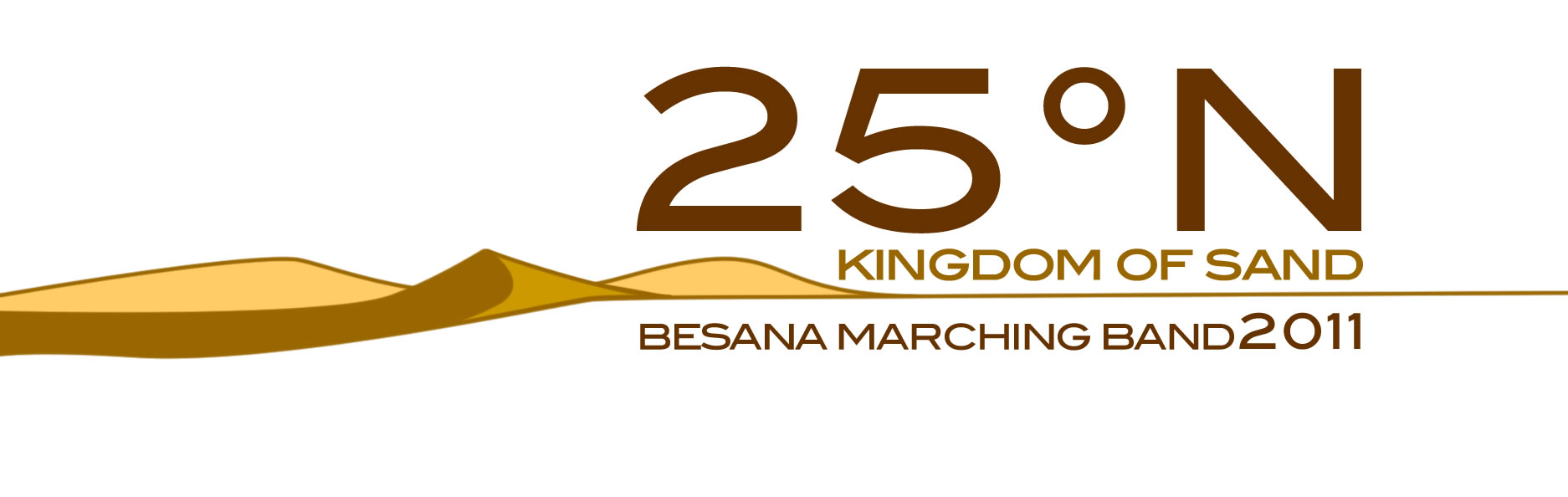
Besana Marching Band 2011

### 2011 25°N “kingdom of sand”.
Brass & Woodwinds Composer: Simeone Riva
Percussion Arranger: Tony Sawyer
Drill Writer: Barry Janicula

### 2010 Destination Moon
Brass & Woodwinds Composer: Simeone Riva
Percussion Arranger: Tony Sawyer
Color Guard Choreographer: Oscar Brusse
Drill Writer Barry Janicula

### 2009 Adamantis
"In caelum fero"
"Zarabanda Palladio"
"Song of aeolus"
"Ademius"
Composer: Karl Jenkins
Arranger: Simeone Riva